# Hawaij
L'hawaij (in arabo حوايج‎?; in ebraico חוויג'/חוואיג'‎?) è una miscela di spezie yemenita.
Grazie agli ebrei yemeniti, l'hawaij si è anche diffuso in Israele.

## Descrizione
L'hawaij contiene di norma cumino, pepe nero, curcuma e cardamomo e viene usata per preparare zuppe, caffè, stufati, piatti a base di curry, riso o verdure e alimenti alla griglia. Ne esistono delle versioni più elaborate con chiodi di garofano macinati, noce moscata, zafferano, coriandolo, fieno greco e cipolle essiccate macinate. La variante tipica di Aden è composta da cumino, pepe nero, cardamomo e coriandolo.
Quando viene usato per preparare il caffè, l'hawaij è composto da semi di anice e finocchio, zenzero e cardamomo. Quando contiene tali ingredienti, l'hawaij viene utilizzato nei dessert, nelle torte e nei piatti di carne a cottura lenta. Ad Aden la miscela contiene zenzero, cardamomo, chiodi di garofano e cannella per il caffè nero e, se usata per il tè, non ha lo zenzero.